# Grigore Moșteoru
Grigore Moșteoru (n. 1894 – d. 1991) a fost un general român care a luptat în cel de-al Doilea Război Mondial.
Generalul de divizie Grigore Moșteoru a fost trecut în cadrul disponibil la 9 august 1946, în baza legii nr. 433 din 1946, și apoi, din oficiu, în poziția de rezervă la 9 august 1947.

## Decorații
- Ordinul „Coroana României” în gradul de Ofițer (8 iunie 1940)[2]
- Ordinul „23 August” clasa a III-a (10 august 1964) „pentru merite deosebite în opera de construire a socialismului, cu prilejul celei de a XX-a aniversări a eliberării patriei”[3]
- Medalia „Virtutea Ostășească” clasa I (7 mai 1985) „pentru faptele de arme săvîrșite în războiul împotriva Germaniei hitleriste, cu prilejul aniversării a 40 de ani de la victoria asupra fascismului”[4]

## Legături externe
- en  Generals.dk